# Facultad de Ingeniería Universidad de Carabobo
La Facultad de Ingeniería (abreviada FACING), es una de las siete (7) facultades de la Universidad de Carabobo en Venezuela. Fue fundada en 1958. Es la tercera facultad abierta desde la apertura de dicho centro de estudios. Se encuentra ubicada en la Ciudad Universitaria Bárbula al norte del Municipio Naguanagua de la ciudad de Valencia en el Estado Carabobo, Venezuela. Posee 6 carreras de pregrado (y una por iniciar) y 17 de programas de postgrado.

## Historia
Con el nombre de Facultad de Ingeniería Industrial lo que es la actual facultad empieza a trabajar en el año 1958. El 12 de octubre de 1963 se crea la Escuela de Ingeniería Eléctrica y luego en 1966, se crea la Escuela de Ingeniería Mecánica, cambiando el nombre a Facultad de Ingeniería. En 1975 se crean las escuelas de Ingeniería Civil e Ingeniería Química. En el año 2007, El Consejo Nacional de Universidades (CNU) aprobó para la facultad la Escuela de Ingeniería de Telecomunicaciones que inició en marzo de 2008, siendo 6 escuelas.

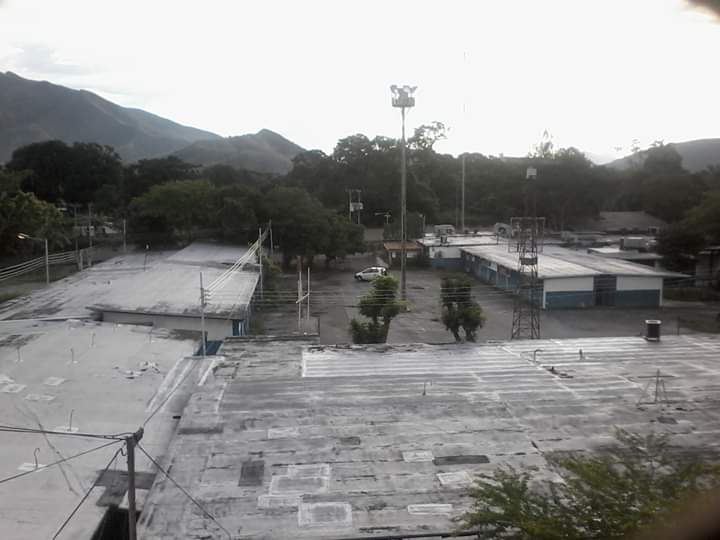
Fotografía desde el edificio de la facultad.

## Escuelas y carreras
La Facultad de Ingeniería de la Universidad de Carabobo cuenta con seis (6) escuelas, seis (6) carreras y una (1) sin iniciar: